# Orobanche australiana
Orobanche australiana är en snyltrotsväxtart som beskrevs av Ferdinand von Mueller. Orobanche australiana ingår i släktet snyltrötter, och familjen snyltrotsväxter. Inga underarter finns listade i Catalogue of Life.